# Circonscription des East Midlands
East Midlands est une circonscription du Parlement européen. Il a élu selon la méthode D'Hondt d'abord 6 Membres du Parlement européen à l'élection européenne de 1999 puis 5 de 2009 jusqu'à la sortie du Royaume-Uni de l'Union européenne le 31 janvier 2020 (Brexit).

## Frontière
La circonscription correspond au East Midlands, région d'Angleterre, comprend les comtés du Derbyshire, Nottinghamshire, Leicestershire, Rutland, Northamptonshire et le Comté non métropolitain du Lincolnshire.

## Histoire
La circonscription a été formée à la suite de la European Parliamentary Elections Act 1999, le remplacement d'un certain nombre de circonscriptions uninominales. C'étaient  Leicester, Northamptonshire and Blaby, Nottingham and Leicestershire North West, Nottinghamshire North and Chesterfield, est une partie du Lincolnshire and Humberside South, Peak District et Staffordshire East and Derby.
| Derbyshire (1979 – 1994)                                                        |                                           | Tom Spencer Conservateur                              |                                           | Geoff Hoon Travailliste                   | Geoff Hoon Travailliste                   | Geoff Hoon Travailliste                   |  | Siège aboli                     | Siège aboli | Siège aboli | Siège aboli |
| Leicester                                                                       |                                           | Frederick Tuckman Conservateur                        | Frederick Tuckman Conservateur            | Frederick Tuckman Conservateur            |                                           | Mel Read Travailliste                     |  | Susan Waddington Travailliste   |             |             |             |
| Lincolnshire (1979 – 1994) Lincolnshire and Humberside South (1994 – 1999)      |                                           | Bill Newton Dunn Conservateur                         | Bill Newton Dunn Conservateur             | Bill Newton Dunn Conservateur             | Bill Newton Dunn Conservateur             | Bill Newton Dunn Conservateur             |  | Veronica Hardstaff Travailliste |             |             |             |
| Northamptonshire (1979 – 1994) Northamptonshire and Blaby (1994 – 1999)         |                                           | Anthony Simpson Conservateur                          | Anthony Simpson Conservateur              | Anthony Simpson Conservateur              | Anthony Simpson Conservateur              | Anthony Simpson Conservateur              |  | Angela Billingham Travailliste  |             |             |             |
| Nottingham (1979 – 1994) Nottingham and Leicestershire North West (1994 – 1999) |                                           | Michael Gallagher Travailliste (1979–1984) SDP (1984) |                                           | Michael Kilby Conservateur                |                                           | Ken Coates Travailliste                   |  | Mel Read Travailliste           |             |             |             |
| Nottinghamshire North and Chesterfield (1994 – 1999)                            | Siège pas établie                         | Siège pas établie                                     | Siège pas établie                         | Siège pas établie                         | Siège pas établie                         | Siège pas établie                         |  | Ken Coates Travailliste         |             |             |             |
| Peak District (1994 – 1999)                                                     | Siège pas établie                         | Siège pas établie                                     | Siège pas établie                         | Siège pas établie                         | Siège pas établie                         | Siège pas établie                         |  | Arlene McCarthy Travailliste    |             |             |             |
| Staffordshire East and Derby (1994 – 1999)                                      | Staffordshire East dans les West Midlands | Staffordshire East dans les West Midlands             | Staffordshire East dans les West Midlands | Staffordshire East dans les West Midlands | Staffordshire East dans les West Midlands | Staffordshire East dans les West Midlands |  | Phillip Whitehead Travailliste  |             |             |             |

## Nouveaux membres
| MEPs pour l'East Midlands à partir de 1999 | MEPs pour l'East Midlands à partir de 1999 | MEPs pour l'East Midlands à partir de 1999                              | MEPs pour l'East Midlands à partir de 1999                              | MEPs pour l'East Midlands à partir de 1999                              | MEPs pour l'East Midlands à partir de 1999                              | MEPs pour l'East Midlands à partir de 1999                              | MEPs pour l'East Midlands à partir de 1999             | MEPs pour l'East Midlands à partir de 1999             | MEPs pour l'East Midlands à partir de 1999             | MEPs pour l'East Midlands à partir de 1999             | MEPs pour l'East Midlands à partir de 1999       | MEPs pour l'East Midlands à partir de 1999                                  | MEPs pour l'East Midlands à partir de 1999                                  | MEPs pour l'East Midlands à partir de 1999                                            | MEPs pour l'East Midlands à partir de 1999 | MEPs pour l'East Midlands à partir de 1999 |
| ------------------------------------------ | ------------------------------------------ | ----------------------------------------------------------------------- | ----------------------------------------------------------------------- | ----------------------------------------------------------------------- | ----------------------------------------------------------------------- | ----------------------------------------------------------------------- | ------------------------------------------------------ | ------------------------------------------------------ | ------------------------------------------------------ | ------------------------------------------------------ | ------------------------------------------------ | --------------------------------------------------------------------------- | --------------------------------------------------------------------------- | ------------------------------------------------------------------------------------- | ------------------------------------------ | ------------------------------------------ |
| Élection                                   |                                            | 1999 (5e parlement)                                                     |                                                                         | 2004 (6e parlement)                                                     |                                                                         | 2009 (7e parlement)                                                     |                                                        | 2014 (8e parlement)                                    |                                                        | 2017                                                   |                                                  | 2018                                                                        |                                                                             | 2019 (9e parlement)                                                                   |                                            |                                            |
| MEP Parti                                  |                                            | Phillip Whitehead Travailliste                                          | Phillip Whitehead Travailliste                                          | Phillip Whitehead Travailliste                                          |                                                                         | Glenis Willmott Travailliste                                            | Glenis Willmott Travailliste                           | Glenis Willmott Travailliste                           |                                                        | Rory Palmer Travailliste                               | Rory Palmer Travailliste                         | Rory Palmer Travailliste                                                    | Rory Palmer Travailliste                                                    | Rory Palmer Travailliste                                                              |                                            |                                            |
| MEP Parti                                  |                                            | Mel Read Travailliste                                                   |                                                                         | Derek Clark UKIP                                                        | Derek Clark UKIP                                                        | Derek Clark UKIP                                                        |                                                        | Margot Parker UKIP (2014–19) Brexit Party (2019)       | Margot Parker UKIP (2014–19) Brexit Party (2019)       | Margot Parker UKIP (2014–19) Brexit Party (2019)       | Margot Parker UKIP (2014–19) Brexit Party (2019) | Margot Parker UKIP (2014–19) Brexit Party (2019)                            |                                                                             | Annunziata Rees-Mogg Brexit Party (2019) Indépendant (2019–20) Conservateur (2020–21) |                                            |                                            |
| MEP Parti                                  |                                            | Roger Helmer Conservateur (1999–2012) UKIP (2012–2017)                  | Roger Helmer Conservateur (1999–2012) UKIP (2012–2017)                  | Roger Helmer Conservateur (1999–2012) UKIP (2012–2017)                  | Roger Helmer Conservateur (1999–2012) UKIP (2012–2017)                  | Roger Helmer Conservateur (1999–2012) UKIP (2012–2017)                  | Roger Helmer Conservateur (1999–2012) UKIP (2012–2017) | Roger Helmer Conservateur (1999–2012) UKIP (2012–2017) | Roger Helmer Conservateur (1999–2012) UKIP (2012–2017) | Roger Helmer Conservateur (1999–2012) UKIP (2012–2017) |                                                  | Jonathan Bullock UKIP (2017–2018) Indépendant (2018) Brexit Party (2019–21) | Jonathan Bullock UKIP (2017–2018) Indépendant (2018) Brexit Party (2019–21) | Jonathan Bullock UKIP (2017–2018) Indépendant (2018) Brexit Party (2019–21)           |                                            |                                            |
| MEP Parti                                  |                                            | Chris Heaton-Harris Conservateur                                        | Chris Heaton-Harris Conservateur                                        | Chris Heaton-Harris Conservateur                                        |                                                                         | Emma McClarkin Conservateur                                             | Emma McClarkin Conservateur                            | Emma McClarkin Conservateur                            | Emma McClarkin Conservateur                            | Emma McClarkin Conservateur                            | Emma McClarkin Conservateur                      | Emma McClarkin Conservateur                                                 |                                                                             | Matthew Patten Brexit Party                                                           |                                            |                                            |
| MEP Parti                                  |                                            | Bill Newton Dunn Conservateur (1999–2000) Libéral Démocrate (2000–2014) | Bill Newton Dunn Conservateur (1999–2000) Libéral Démocrate (2000–2014) | Bill Newton Dunn Conservateur (1999–2000) Libéral Démocrate (2000–2014) | Bill Newton Dunn Conservateur (1999–2000) Libéral Démocrate (2000–2014) | Bill Newton Dunn Conservateur (1999–2000) Libéral Démocrate (2000–2014) |                                                        | Andrew Lewer Conservateur                              |                                                        | Rupert Matthews Conservateur                           | Rupert Matthews Conservateur                     | Rupert Matthews Conservateur                                                |                                                                             | Bill Newton Dunn Libéral Démocrate                                                    |                                            |                                            |
| MEP Parti                                  |                                            | Nick Clegg Libéral Démocrate                                            |                                                                         | Robert Kilroy-Silk UKIP (2004) Veritas (2004–05) Indépendant (2005–09)  | Siège aboli                                                             | Siège aboli                                                             | Siège aboli                                            | Siège aboli                                            | Siège aboli                                            | Siège aboli                                            | Siège aboli                                      | Siège aboli                                                                 | Siège aboli                                                                 | Siège aboli                                                                           | Siège aboli                                |                                            |

Notes:
- 1 Roger Helmer a annoncé le 12 octobre 2011 son intention de se retirer du Parlement européen. Après l'incertitude quant à savoir si sa place serait prise par la prochaine personne sur la liste du Parti conservateur pour la région des East Midlands, il a fait défection à l'UKIP et a terminé son mandat de MEP[3],[4].

| \| \| Clé des Groupe politique du Parlement européen (UK)[5] \| v · d · m \| | \| \| Clé des Groupe politique du Parlement européen (UK)[5] \| v · d · m \| | \| \| Clé des Groupe politique du Parlement européen (UK)[5] \| v · d · m \| | \| \| Clé des Groupe politique du Parlement européen (UK)[5] \| v · d · m \| | \| \| Clé des Groupe politique du Parlement européen (UK)[5] \| v · d · m \| | \| \| Clé des Groupe politique du Parlement européen (UK)[5] \| v · d · m \| | \| \| Clé des Groupe politique du Parlement européen (UK)[5] \| v · d · m \| |
| Parti                                                                        | Parti                                                                        | Parti                                                                        | Parti                                                                        | Faction au Parlement européen                                                | Faction au Parlement européen                                                | Faction au Parlement européen                                                |
| ---------------------------------------------------------------------------- | ---------------------------------------------------------------------------- | ---------------------------------------------------------------------------- | ---------------------------------------------------------------------------- | ---------------------------------------------------------------------------- | ---------------------------------------------------------------------------- | ---------------------------------------------------------------------------- |
|                                                                              | Brexit Party                                                                 | 29                                                                           | 29                                                                           |                                                                              | Non-inscrits                                                                 | 57                                                                           |
|                                                                              | DUP                                                                          | 1                                                                            | 1                                                                            |                                                                              | Non-inscrits                                                                 | 57                                                                           |
|                                                                              | Libéral Démocrate                                                            | 16                                                                           | 17                                                                           |                                                                              | Renew Europe                                                                 | 108                                                                          |
|                                                                              | Alliance                                                                     | 1                                                                            | 17                                                                           |                                                                              | Renew Europe                                                                 | 108                                                                          |
|                                                                              | Green                                                                        | 7                                                                            | 11                                                                           |                                                                              | Groupe des Verts/Alliance libre européenne                                   | 75                                                                           |
|                                                                              | SNP                                                                          | 3                                                                            | 11                                                                           |                                                                              | Groupe des Verts/Alliance libre européenne                                   | 75                                                                           |
|                                                                              | Plaid Cymru                                                                  | 1                                                                            | 11                                                                           |                                                                              | Groupe des Verts/Alliance libre européenne                                   | 75                                                                           |
|                                                                              | Travailliste                                                                 | 10                                                                           | 10                                                                           |                                                                              | Socialistes et Démocrates                                                    | 154                                                                          |
|                                                                              | Conservateur                                                                 | 4                                                                            | 4                                                                            |                                                                              | Conservateurs et réformistes européens                                       | 62                                                                           |
|                                                                              | Sinn Féin                                                                    | 1                                                                            | 1                                                                            |                                                                              | Groupe de la Gauche au Parlement européen                                    | 41                                                                           |
| Total                                                                        | Total                                                                        | 73                                                                           | 73                                                                           | Total                                                                        | Total                                                                        | 750                                                                          |
|                                                                              | Clé des Groupe politique du Parlement européen (UK)                          | v · d · m                                                                    |                                                                              |                                                                              |                                                                              |                                                                              |

### Plainte contre Kilroy-Silk
En août 2005, quatre des MEPs de la région  (Clark, Heaton-Harris, Helmer et Whitehead) ont envoyé une lettre conjointe au président du Parlement européen Josep Borrell pour se plaindre de Kilroy-Silk :
« Il semble avoir fait peu ou pas de travail en tant que membre du Parlement européen pour la circonscription des East Midlands. Cela laisse cinq MPEs pour faire le travail de six et l'électorat a été floué ». Ils se sont plaints que Kilroy-Silk ne « respectait pas l'engagement qu'il avait pris en devenant député européen, de servir l'électorat de sa région » et de lui demander « soit de faire le travail pour lequel il est payé, soit de sortir et de le laisser à ceux qui le peuvent le faire ».
Le parlement n'a pas le pouvoir de révoquer M. Kilroy-Silk, qui aurait assisté au nombre minimum de séances plénières requis pour avoir droit à ses indemnités parlementaires. Une telle plainte était sans précédent. Kilroy-Silk a refusé de commenter. Le Parlement européen n'a pas le pouvoir d'expulser un membre et Borrell n'a pris aucune mesure.[réf. nécessaire]

## Résultats des élections
Les candidats élus sont indiqués en gras. Entre parenthèses indiquent le nombre de votes par siège.

### 2019
| Élections européennes de 2019: East Midlands, | Élections européennes de 2019: East Midlands, | Élections européennes de 2019: East Midlands,                                               | Élections européennes de 2019: East Midlands, | Élections européennes de 2019: East Midlands, | Élections européennes de 2019: East Midlands, |
| Liste                                         | Liste                                         | Candidats                                                                                   | Votes                                         | %                                             | ±                                             |
| --------------------------------------------- | --------------------------------------------- | ------------------------------------------------------------------------------------------- | --------------------------------------------- | --------------------------------------------- | --------------------------------------------- |
|                                               | Brexit                                        | Annunziata Rees-Mogg (1) Jonathan Bullock (2) Matthew Patten (5) Tracy Knowles, Anna Bailey | 452,321 (150 773,67)                          | 38,23                                         | +38.23                                        |
|                                               | Libéral Démocrate                             | William Newton Dunn (3) Michael Mullaney, Lucy Care, Suzanna Austin, Caroline Kenyon        | 203,989                                       | 17,24                                         | +11.82                                        |
|                                               | Travailliste                                  | Rory Palmer (4) Leonie Mathers, Tony Tinley, Nicole Ndiweni, Gary Godden                    | 164,682                                       | 13,92                                         | -11.01                                        |
|                                               | Conservateur                                  | Emma McClarkin, Rupert Matthews, Tony Harper, Brendan Clarke-Smith, Thomas Randall          | 126,138                                       | 10,66                                         | -15.33                                        |
|                                               | Green                                         | Kat Boettge, Gerhard Lohmann-Bond, Liam McClelland, Daniel Wimberley, Simon Tooke           | 124,630                                       | 10,53                                         | +4.55                                         |
|                                               | UKIP                                          | Alan Graves, Marietta King, Anil Bhatti, Fran Loi, John Evans                               | 58,198                                        | 4,92                                          | -27.98                                        |
|                                               | Change UK                                     | Kate Godfrey, Joan Laplana, Narinder Sharma, Pankajkumar Gulab, Emma Manley                 | 41,117                                        | 3,47                                          | +3.47                                         |
|                                               | Independent Network                           | Nick Byatt, Marianne Overton, Daniel Simpson, Pearl Clarke, Nikki Dillon                    | 7,641                                         | 0,65                                          | +0.65                                         |
|                                               | Indépendant                                   | Simon Rood                                                                                  | 4,511                                         | 0,38                                          | +0.38                                         |
| Participation                                 | Participation                                 | Participation                                                                               | 1 183 227                                     | 34,9                                          | +1.7                                          |

### 2014
| Suffrages exprimés | Suffrages exprimés                                                                    | Suffrages exprimés       | 1 120 722 |             |        |  |
|                    |                                                                                       |                          |           |             |        |  |
|                    | Candidat                                                                              | Parti                    | Suffrages | Pourcentage | Var.   |  |
|                    | Roger Helmer, Margot Parker, Jonathan Bullock, Nigel Wickens, Barry Mahoney,          | UKIP                     | 368 734   | 32,9 %      | +16.45 |  |
|                    | Emma McClarkin, Andrew Lewer, Rupert Matthews, Stephen Castens, Brendan Clarke-Smith, | Conservateur             | 291 270   | 25,99 %     | -4.16  |  |
|                    | Glenis Willmott, Rory Palmer, Linda Woodings, Khalid Hadadi, Nick Brooks,             | Labour                   | 279 363   | 24,93 %     | +8.08  |  |
|                    | Katharina Boettge, Sue Mallender, Richard Mallender, Peter Allen, Simon Hales,        | Green                    | 67 066    | 5,98 %      | -0.85  |  |
|                    | Bill Newton Dunn, Issan Ghazni, Phil Knowles, George Smid, Deborah Newton-Cook,       | Liberal Democrats        | 60 773    | 5,42 %      | -6.91  |  |
|                    | Chris Pain, Val Pain, Alan Jesson, John Beaver, Carl Mason,                           | Independence from Europe | 21 384    | 1,91 %      | N/A    |  |
|                    | Catherine Duffy, Robert West, Bob Brindley, Geoffrey Dickens, Paul Hilliard,          | BNP                      | 18 326    | 1,64 %      | -7.02  |  |
|                    | Kevin Sills, David Wickham, John Dowie, Oliver Healey, Terry Spencer,                 | English Democrats        | 11 612    | 1,04 %      | -1.28  |  |
|                    | Steve Ward,                                                                           | Harmony Party            | 2 194     | 0,2 %       | N/A    |  |

### 2009
| Suffrages exprimés | Suffrages exprimés                                                                 | Suffrages exprimés | 1 227 265 |             |      |  |
|                    |                                                                                    |                    |           |             |      |  |
|                    | Candidat                                                                           | Parti              | Suffrages | Pourcentage | Var. |  |
|                    | Roger Helmer, Emma McClarkin Rupert Matthews, Fiona Bulmer, George Lee             | Conservateur       | 370 275   | 30,17 %     | +3.8 |  |
|                    | Glenis Willmott Roy Kennedy, Kathryn Salt, J David Morgan, Cate Taylor             | Labour             | 206 945   | 16,86 %     | -4.1 |  |
|                    | Derek Clark Christopher Pain, Stephen Allison, Deva Kumarasiri, Irena Marriott     | UKIP               | 201 184   | 16,39 %     | -9.6 |  |
|                    | Bill Newton-Dunn Ed Maxfield, Veena Hudson, Denise Hawksworth, Deborah Newton-Cook | Liberal Democrats  | 151 428   | 12,34 %     | -0.6 |  |
|                    | Robert West, Cathy Duffy, Peter Jarvis, Lewis Alsebrook, Kevin Stafford            | BNP                | 106 319   | 8,66 %      | +2.1 |  |
|                    | Sue Blount, Richard Mallender, Ashley Baxter, Matthew Follett, Barney Smith        | Green              | 83 939    | 6,84 %      | +1.4 |  |
|                    | Derek Hilling, Tony Ellis, Diane Bilgrami, David Ball, Anthony Edwards             | English Democrats  | 28 498    | 2,32 %      | N/A  |  |
|                    | Ian Gillman, Christopher Elliot, Nadine Platt, David Noakes, Mariann Finch         | UK First           | 20 561    | 1,68 %      | N/A  |  |
|                    | Suzanne Nti, Thomas Rogers, Timothy Webb, Colin Bricher, Doreen Schrimshaw         | Christian          | 17 907    | 1,46 %      | N/A  |  |
|                    | David Roberts, Paul Liversuch, Shaun Kirkpatrick, Michael Clifford, Thea Roberts   | Socialist Labour   | 13 590    | 1,11 %      | N/A  |  |
|                    | John McEwan, Avtar Sadiq, Jean Thorpe, Shangara Singh Gahonia, Laurence Platt      | NO2EU              | 11 375    | 0,93 %      | N/A  |  |
|                    | Richard Elvin, Margot Parker, Peter Chaplin                                        | Libertas           | 7 882     | 0,64 %      | N/A  |  |
|                    | James Lowey, Simon Flude, James Parker, Henry Blanchard, Perry Wilsher             | Jury Team          | 7 362     | 0,6 %       | N/A  |  |

### 2004
| Suffrages exprimés | Suffrages exprimés                                                                                  | Suffrages exprimés | 1 406 706 |             |       |  |
|                    | |                    |           |             |       |  |
|                    | Candidat                                                                                            | Parti              | Suffrages | Pourcentage | Var.  |  |
|                    | Roger Helmer, Chris Heaton-Harris Pauline Latham, Sharon Buckle, Jonathan Bullock, Sarah Richardson | Conservateur       | 371 362   | 26,4 %      | -13.1 |  |
|                    | Robert Kilroy-Silk, Derek Clark Ian Gillman, Peter Baker, John Browne, Barry Mahoney                | UKIP               | 366 498   | 26,05 %     | +18.5 |  |
|                    | Phillip Whitehead Glenis Willmott, Ross Willmott, Vandna Kalia, Alan Rhodes, Elizabeth Donnelly     | Labour             | 294 918   | 20,97 %     | -7.6  |  |
|                    | Bill Newton Dunn Alan Riley, Veena Hudson, Richard Church, Deborah Newton-Cook, Lisa Gabriel        | Liberal Democrats  | 181 964   | 12,94 %     | +0.2  |  |
|                    | Peter Francis, Clive Potter, Patrick May, John Pennington, Wendy Russell, John Hall                 | BNP                | 91 860    | 6,53 %      | +5.2  |  |
|                    | Brian Fewster, Susan Blount, Robert Ball, Simon Anthony, Paul Bodenham, John Chadwick               | Green              | 76 633    | 5,45 %      | +0.1  |  |
|                    | Mohammed Suleman, Sulma Mansuri, Pauline Robinson, Helen Merryman, Craig Plowman, Mary Littlefield  | Respect            | 20 009    | 1,42 %      | N/A   |  |
|                    | Russell Rogers                                                                                      | Independent        | 2 615     | 0,19 %      | N/A   |  |
|                    | Shadmyraine Halliday                                                                                | Independent        | 847       | 0,06 %      | N/A   |  |

### 1999
| Suffrages exprimés | Suffrages exprimés                                                                                          | Suffrages exprimés    | 723 733   |             |      |  |
|                    | |                       |           |             |      |  |
|                    | Candidat | Parti                 | Suffrages | Pourcentage | Var. |  |
|                    | Roger Helmer, Bill Newton Dunn, Chris Heaton-Harris Javed Arain, Sharon Buckle, Pauline Latham              | Conservateur          | 285 662   | 39,47 %     | N/A  |  |
|                    | Mel Read, Phillip Whitehead Angela Billingham, Susan Waddington, Valerie Vaz, Veronica Hardstaff, John Mann | Labour                | 206 756   | 28,57 %     | N/A  |  |
|                    | Nick Clegg Susan Barber, Ash Vadher, Lisa Gabriel, Brian Niblett, Lesley Dunbar                             | Liberal Democrats     | 92 398    | 12,77 %     | N/A  |  |
|                    | Hugh Meechan, Edward Spalton, Derek Clark, David Barraclough, Barry Mahoney, Dusan Torbica                  | UKIP                  | 54 800    | 7,57 %      | N/A  |  |
|                    | Gaynor Backhouse, Geoffrey Forse, Brian Fewster, Sue Blount, Ashley Baxter, Jill Bullock                    | Green                 | 38 954    | 5,38 %      | N/A  |  |
|                    | Ken Coates, Tony Simpson, Jill Dawn, Peter Jackson, Peter McGowan, Robert West                              | Leeds Left Alliance   | 17 409    | 2,41 %      | N/A  |  |
|                    | Freddie de Lisle, John Szermerey, Julien Goodman, Katheryn Stokes, Greg Chadwick, Clive Stoddart            | Pro-Euro Conservative | 11 359    | 1,57 %      | N/A  |  |
|                    | Steven Belshaw, Adrian Belshaw, Barry Roberts, Neil Phillips, Edward Sheppard, Michael Coleman              | BNP                   | 9 342     | 1,29 %      | N/A  |  |
|                    | David Roberts, Paul Liversuch, Valerie Seabright, Thea Hutt, Stanley Taylor, Stephen Marvin                 | Socialist Labour      | 5 528     | 0,76 %      | N/A  |  |
|                    | Russell France, Susan Lincoln, Patricia Saunders, David Cooke, Andrew Doughty, Neil Allison                 | Natural Law           | 1 525     | 0,21 %      | N/A  |  |